# 梅子垭镇
梅子垭镇，是中华人民共和国重庆市彭水苗族土家族自治县下辖的一个乡镇级行政单位。

## 行政区划
梅子垭镇下辖以下地区：
梅花村、盖坪村、合力村、甘泉村、联合村、佛山村和两河村。